# Milo Goes to College
Milo Goes to College es el primer álbum larga duración de la banda de Hardcore Punk estadounidense Descendents, publicado en 1982 por el sello New Alliance Records. El título refiere a la decisión tomada por el cantante Milo Aukerman  de dejar la banda para ir a la universidad. La ilustración de la cubierta introduce una caricatura de Milo, la cual sería de ahí en más la mascota de la banda. Es la última grabación de Descendents  con el guitarrista fundador Frank Navetta, quien dejó la banda durante el hiato que siguió a su edición.
El álbum, una mezcla de hardcore punk rápido y agresivo con melodía y canciones de amor descaradas, es considerado uno de los más importantes del movimiento hardcore californiano de principios de los 80. Se encuentra entre los álbumes punk más citados por las publicaciones especializadas, es considerado uno de los más influyentes y es un favorito de varios artistas  y músicos.

## Composición
La banda entró en el movimiento hardcore punk de California del sur con el EP de 1981 Fat, de canciones cortas, rápidas y agresivas. Para el primer LP incorporaron también elementos melódicos, poniendo una piedra fundamental de lo que el cantante Milo Aukerman definiría como hardcore melódico." Pienso que con aquellas canciones  íbamos más allá de lo «rápido-rápido-rápido»", recuerda. "Están las típicas canciones de cafeína, pero melódicamente había un intento de cantar y hacer una música más pop. Evidentemente amábamos eso, crecimos con Los Beatles y material como ese." El baterista Bill Stevenson reflejó que "Para la época en que grabamos Milo Goes to College se llegó a un término medio. Hay muchos elementos pop y melódicos, pero también se nota ese resentimiento amargo del estilo."
Los cuatro miembros de la banda contribuyeron escribiendo canciones para el álbum. Stevenson había escrito la pista principal, "Myage", varios años antes utilizando un bajo eléctrico que encontró en un tacho de basura. Su canción "Bikeage" es sobre "un grupo de chicas de esas que se convierten en prostitutas", mientras "Jean Is Dead" trata de "una chica que era [mentalmente] inestable, y yo no lo sabía." La pesca era un hobby favorito de Stevenson; "Catalina" describe un viaje de pesca a la Isla Santa Catalina, California. La canción "I'm Not a Loser" del guitarrista Frank Navetta, expresa envidia y resentimiento hacia aquellos a los que veía más atractivos y exitosos, mientras que "Parents" deriva de su propia discordia familiar, con letras como "ni siquiera saben que soy un chico  /  me tratan como a un juguete / Pero no saben / Que un día explotaré".
El bajista Tony Lombardo, quien era casi 20 años mayor que sus compañeros de banda, escribió canciones expresando su deseo de estabilidad e individualidad. "I'm Not a Punk" reflejaba su desinterés en ser parte del aspecto anárquico y destructivo de la escena punk: "Todo eso me desanimó. Solo quería tocar música y hacerlo lo mejor posible, y me divertí mucho haciéndolo [...]  Era como 'No soy un Punk'. Quiero ser yo mismo ." "Suburban Home" (Hogar Suburbano) era bastante literal, expresando su deseo de "una casa como la de mamá y papá": "sin duda quise un hogar. No puedo vivir en un sitio donde todas las personas son cool. No me gusta lo disfuncional. Aborresco lo disfuncional porque mi madre era alcohólica, mis padres se divorciaron, no necesito esa agresión en mis emociones y psiquis."

## Grabación, título y arte de tapa
Milo Goes to College fue grabado en junio de 1982 en Total Access Recording en Redondo Beach, California con Glen "Spot" Lockett, quien también se encargó de la ingeniería y la producción del EP Fat. El título y la ilustración de cubierta hacen referencia a la salida de la banda de Aukerman para ir a la universidad. Se matriculó en El Camino College por un año; luego fue a la Universidad de California, en San Diego entre 1983 y 1985, donde estudió biología. Según Stevenson, «la idea nunca fue que Milo permaneciera en la banda y no hiciera su carrera científica. Él siempre tuvo claro que la ciencia estaba primero». Una nota en la contraportada del elepé decía "Dedicado a Milo Aukerman de parte de Descendents", firmada por los otros tres miembros.
La ilustración de cubierta fue hecha por Jeff "Rat" Atkinson basándose en unas viejas caricaturas dibujadas por Roger Deuerlein, compañero de clase de Aukerman en el instituto Mira Costa, en las que Aukerman es descrito como el nerd de la clase. Atkinson dibujó varias versiones del personaje vistiendo diferentes camisas, y Stevenson eligió la versión con la corbata y el look universitario. Milo (el personaje) devendría en una mascota para la banda y posteriormente sería reinterpretado por otros artistas para las cubiertas de "I Don't Want to Grow Up" (1985), "Everything Sucks" (1996), "I'm the One" (1997), "When I Get Old" (1997), "Merican" (2004), "Cool to Be You" (2004), "Hypercaffium Spazzinate" (2016) y "SpazzHazard" (2016).

## Lanzamiento
Milo Goes to College se lanzó a través de New Alliance Records, un sello independiente dirigido por D. Boon Y Mike Vatio de la banda punk de San Pedro Minutemen, quienes eran contemporáneos de los Descendents. El álbum vendió localmente alrededor de mil copias de su prensado inicial.
No hubo gira para apoyar el álbum. Con Aukerman en la universidad, los Descendents reclutaron a Ray Cooper como cantante y segundo guitarrista y continuaron actuando localmente por un tiempo durante 1982 y 1983. Ocasionalmente actuarían como quinteto cuándo Aukerman se les uniera durante sus visitas de regreso a Los Ángeles. La banda estuvo mayoritariamente en un hiato los siguientes años mientras Stevenson tocaba en Black Flag. El guitarrista y miembro fundandor  Frank Navetta deja la banda durante este tiempo, quemando todo su equipamiento musical y mudándose a Oregón para devenir un pescador profesional. Los Descendents se reunieron en 1985, con Cooper en guitarra, para el registro de I Don't Want to Grow Up..
En 1987 New Alliance fue vendida a SST Records, quienes reeditan Milo Goes to College en LP, casete, y disco compacto.

## Recepción
Milo Goes to College es frecuentemente citado como uno de los álbumes más significativos del movimiento hardcore punk de principios de los ochenta en el sur de California. Steven Blush, autor de American Hardcore: A Tribal History, remarcó que sus «descaradas canciones de amor disfrazadas de explosiones hardcore se volvieron la fórmula más adoptada del rock». El crítico de rock Robert Christgau le puso un 9, diciendo: »Estos pescadores no se burlan de lo que empodera a la hipervelocidad del hardcore -una sociedad injusta, pero también una psique maltratada. Cuando se sienten mal, cualquier clase de poder —dinero, edad, un buen culo, la posesión de una vagina— puede activar su rabia anárquica, patricida, 'homo'-baiting, ginefóbica. Pero sus malos sentimientos añaden un peso conmovedor a la vulnerabilidad condenada de las últimas cuatro canciones, que son las que tienen más gancho». Robert Hilburn del Los Angeles Times consideró al álbum «ideal para el pequeño tipo al que siempre llamaron nerd y nunca conseguía la chica. El pop "sierra mecánica" combinado con el humor grosero transmite lo que con frecuencia es una rabia inarticulada». La crítica de Hilburn tuvo un efecto particularmente positivo para Stevenson, cuyo padre criticaba y desalentaba sus composiciones: «Robert Hillburn decía otra cosa. Estaba diciendo que puedo escribir bien, que soy un compositor decente. Así que sirvió para callar a mi padre un poco, de modo que podía dedicarme a la banda de manera menos entorpecida por su actitud sofocante.»
Ned Raggett de Allmusic le dio al álbum 4½ estrellas de 5, llamándolo «un ganador sin pretensiones, pegadizo. El núcleo de la banda toca mejor que antes, sin confundir mayor habilidad con la necesidad de mostrar; la sección rítmica Lombardo/Stevenson  esta en perfecta sincronía, mientras Navetta proporciona el poder corrosivo. Añadan la hilaridad en-tu-cara y la postura a-la-mierda de Aukerman, y es punk rock que viste adolescencia e inteligencia en su manga.» Jenny Eliscu de Rolling Stone lo llamó "punk para adelante — 15 canciones en menos de media hora, llenas de riffs mentales y punteos relámpago del bajista Tony Lombardo, quién fue siempre el arma secreta la banda. Al igual que The Who, los Descendents a menudo usaban el bajo para las melodías y la guitarra para golpear con un ritmo firme."

## Impacto e influencia
Milo Goes to College ha sido incluido en varias listas de discos notables. La revista Spin lo ha hecho varias veces, en 1995 lo ubicó 74º en una lista de los mejores álbumes alternativos  y 20º en "Los 50 discos fundamentales del punk " en 2001 y en una lista de "Hardcore Fundamental " en 2004 . El crítico Simon Reynolds describió el álbum como "Quince paroxismos de hardcore californiano que anatomizan las angustias de los freaks con brevedad haiku ", mientras que Andrew Beaujon lo denominó “Hardcore super poppy, super limpio, super ajustado, que habla de odiar a tus padres, andar en bicicleta y no querer  ‘oler tu bizcocho’. Es evidente que Blink-182 les debe todo a esta banda de orgullosos perdedores californianos". En 2006 Kerrang! lo ubicó en el puesto 33º de los mejores discos punk de todos los tiempos. El LA Weekly lo rankeó como el cuarto mejor álbum punk de Los Angeles de todos los tiempos, con Kai Flanders observando que, “cada canción le habla a la jodida adolescencia [del oyente], desde sentirse increíblemente cachondo hasta querer pegarle a alguien sin motivo”

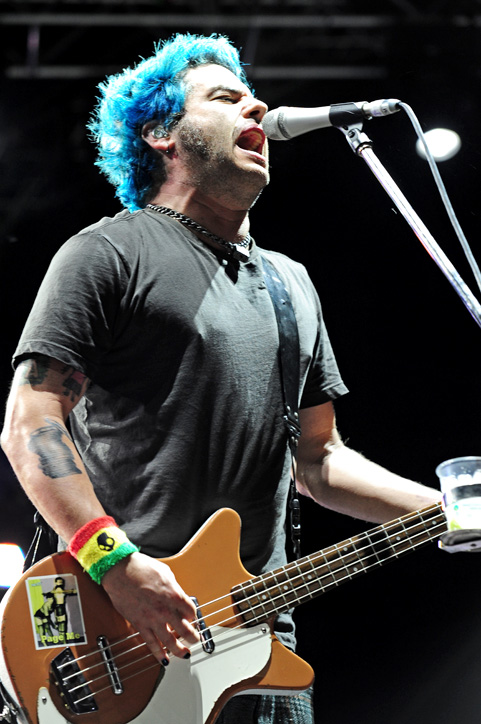
Fat Mike de NOFX, quien les editó a los Descendents 'Merican y Cool to Be You a través de su sello Fat Wreck Chords, cita a Milo Goes to College como su álbum favorito de todos los tiempos.

Varios músicos y artistas destacados citan a Milo Goes to College como favorito e influencia, incluyendo a Mike Watt de los Minutemen, David Nolte de The Last, y Zach Blair de Hagfish, Only Crime, y Rise Against. Dave Grohl de Nirvana y Foo Fighters opinó que “si los Descendents hubieran hecho Milo Goes to College en 1999, ahora vivirían en mansiones. Es un disco increíble." Joey Cape de Lagwagon observó que el álbum “fue grande para el punk y para mi. No creo que hubiese existido una canción [de Lagwagon] como ‘Angry Days’ sin ese disco.” Fat Mike de NOFX ha citado a Milo Goes to College como su álbum favorito de todos los tiempos, diciendo además que escuchar "Kabuki Girl" en el programa radial de Rodney Bingenheimer fue un momento importante de su juventud. Chris Shary, quien ha realizado la artística de Descendents y su banda sucesora, ALL, desde 1998, observó que “desde el primer minuto de escucha fue como “esta es la música que estuve esperando”.  El fotógrafo Glen E. Friedman, quien fotografió a la banda durante los primeros 80s, recuerda que “la salida del álbum coincidió con mi angustia adolescente, entonces escuché esa canción ‘Hope’ y debo decir que nunca había relacionado mi vida con alguna canción de amor hasta que oí esa canción […] sentí como ‘Wow, esto es muy pesado. Este tipo sufre más que yo, esto es la desesperación’. Un mundo totalmente nuevo en la música, de emociones profundas, se abrió para mi.”"

## Lista de temas
1.  Myage – 1:59
2. I Wanna Be a Bear – 0:42
3.  I'm Not a Loser – 1:28
4.  Parents – 1:38
5.  Tonyage – 0:56
6.  M 16 – 0:43
7.  I'm Not a Punk – 1:04
8.  Catalina – 1:46
9.  Suburban Home – 1:40
10.  Statue of Liberty – 1:59
11.  Kabuki Girl – 1:10
12.  Marriage – 1:39
13.  Hope – 2:00
14.  Bikeage – 2:14
15.  Jean Is Dead – 1:33

## Personal
Banda
- Milo Aukerman – voces
- Tony Lombardo –  bajo
- Frank Navetta – guitarra
- Bill Stevenson – batería

Producción
- Spot – productor, ingeniero
- Jeff "Rat" Atkinson – arte de tapa
- [2]